# Robert Mugabe
Robert Gabriel Mugabe, född 21 februari 1924 i Kutama väster om Harare i dåvarande Sydrhodesia, död 6 september 2019 i Singapore, var en zimbabwisk politiker som från 1980 till 2017 verkade som Zimbabwes ledare och diktator.
Tillsammans med Joshua Nkomo ledde Mugabe via gerillakrig kampen för Zimbabwes självständighet och 1980 blev han landets nya premiärminister. Från 1987 och 30 år framöver kom han sedan att fortsätta att styra, nu som president. Mellan 1980 och 2017 var han också ledare för partiet Zanu-PF som under hans ledning med brutala metoder kom att dominera Zimbabwes politik. 
När Mugabe i november 2017 hade avsatts som ledare för sitt parti och efter hot om riksrätt avgått från presidentposten var han 93 år och därmed den äldsta statschef i världen som suttit vid makten. Vid övertagandet av styret av Zimbabwe 1980 hade han kämpat mot det vita minoritetsstyret i dåvarande Rhodesia. När han lämnade makten i landet 2017 rådde fattigdom, enorm inflation och osäkerhet efter flera misslyckade reformer inom jordbruket, en korrumperad politisk ledning och år av internationella sanktioner.
Under sin tid som president vann Mugabe de flesta val han ställde upp i, men kritiker menade att valen präglades av omfattande valfusk. Gradvis blev hans styre alltmer auktoritärt och nyckfullt och han ansågs under de senare åren av sitt styre av omvärlden vara en diktator.

## Ungdom
Robert Mugabe föddes på missionsstationen i Kutama, som är belägen väster om huvudstaden Harare i Zimbabwe (dåvarande Salisbury i den brittiska kronkolonin Sydrhodesia). Han utbildade sig till lärare, bland annat vid University of Fort Hare i Sydafrika. Han hade också universitetsexamina i ekonomi och administration från Sydafrika och Storbritannien.

## Frihetskampen
År 1960 återvände Mugabe till Sydrhodesia. Där gick han med i National Democratic Party (NDP), som senare skulle bli Zimbabwe African People’s Union (ZAPU). Han lämnade ZAPU 1963 och var en av grundarna till det konkurrerande Zimbabwe African National Union (Zanu). Efter stridigheter med Ndabaningi Sithole, en annan av grundarna till Zanu, blev Mugabe ledare för den militanta delen av rörelsen. 
År 1964 fängslades Mugabe tillsammans med andra revolutionära aktivister på grund av “subversiv agitation”. Han tillbringade sedan elva år i Salisbury-fängelset. Under denna tid tog han ytterligare tre akademiska examina genom distansstudier. Under fängelsetiden vägrade regeringen under Ian Smith att låta Mugabe närvara vid sin sons begravning. Sedan han frigivits blev han på nytt ledare för den militanta Zanu-fraktionen. 
År 1974, medan Mugabe fortfarande satt i fängelse, valdes han till ny ledare för Zimbabwe African National Liberation Army (ZANLA), en militant undergruppering till Zanu i kampen mot Ian Smiths vita minoritetsregering, sedan Ndabaningi Sithole hade röstats bort. I november 1974 reste Mugabe till Moçambique. År 1976 slöt sig Zanu och ZAPU samman och bildade Patriotic Front (PF). Vid denna tid uppträdde Mugabe som marxist. Det fanns dock inte mycket stöd i Mugabes personliga bakgrund för hans anseende som beläst marxist. Han hade kommit i kontakt med marxismen sent, omvänd av Samora Machel, ledaren för rörelsen för Moçambiques frigörelse.

## Självständigheten
År 1978 ersatte britterna den rhodesiska regimen med en kolonialregering under ledning av Lord Soames, en brittisk guvernör. Det hölls val, där biskopen Abel Muzorewa stod som officiell segrare. Denna strategi fungerade emellertid inte. Valen erkändes inte internationellt, och PF upphörde inte med sin kamp. En överenskommelse träffades om nya förhandlingar som skulle äga rum i september 1979. Bland andra Mugabe ledde den afrikanska delegationen i London vid förhandlingarna om vapenstillestånd. Det träffades nu en överenskommelse om en ny republik med namnet Zimbabwe och om fria val i februari 1980. I gengäld måste Mugabe och hans delegation, inom ramen för Lancaster House-överenskommelsen, lova britterna att lämna författningen oförändrad i minst tio år och reservera ett antal platser i parlamentet för vita. I överenskommelsen ingick också en jordreform, som skulle genomföras med början 1989 med ekonomiskt stöd från Storbritannien. Den nya brittiska regeringen under Margaret Thatcher vägrade dock senare att lämna en del av den utlovade hjälpen.

## Premiärminister och president

### 1980–1990: Försoningspolitik och framgångsrika investeringsprogram
I februari 1980 hölls val till republiken Zimbabwes parlament där Zanu fick 57 av de 100 sätena och i mars samma år vann sedan Mugabe valet gällande premiärministerposten före den favorittippade Joshua Nkomo. I början av sin regeringstid förklarade Mugabe att svarta och vita, efter den blodiga frihetskampen, i fortsättningen skulle samarbeta och gemensamt utveckla landet: “Låt det förflutna vila.” Mugabe bemödade sig vidare om att förbättra den svarta befolkningens livskvalitet. 
Under de följande åren erhöll Mugabe talrika utmärkelser för sin politik. Den tyske presidenten Richard von Weizsäcker beskrev honom till exempel som en “klok och sansad politiker, som bemödar sig om att uppnå försoning”.

#### Ekonomisk och social politik
Efter sitt tillträde understödde Mugabes regering småbönderna och inledde ett antal program bland annat inom områdena hälsa och utbildning. Mugabes retorik gav i detta sammanhang uttryck för en blandning av kristendom och maoistisk folkbefrielseteori.
Som en följd av regeringens politik växte småböndernas ekonomi (en tillväxt på 3,6 procent om året). Också andra program var framgångsrika och vissa sociala indikatorer förbättrades enormt. Andelen undernärda barn sjönk till exempel från 22 procent 1980 till 12 procent 1990 och den förväntade livslängden steg enormt under tiden 1980–1990. Barnadödligheten sjönk också från 86 till 49 döda av tusen födda. Den stora befolkningstillväxten blev dock ett problem med hänsyn till arbetslösheten, även om antalet sysselsatta växte med över 20 procent under tiden 1980–1991.
Under åren 1980–1989 var den genomsnittliga ekonomiska tillväxten per år 4,47 procent av BNP, att jämföra med 3,8 procent under den tidigare regeringen 1966–1979.

#### Koalitionspolitik
Vid sidan av samlingspolitiken inleddes emellertid de första förföljelserna under Mugabe redan under 1980-talet i sammanhang med maktkampen med ZAPU. Den ursprungliga koalitionsregeringen med Nkomo upplöstes 1982 med hänvisning till påstådda försök till omstörtning från ZAPU:s sida. Nkomo tvingades att lämna regeringen och ZAPU:s anhängare förföljdes. Den beryktade femte brigaden anklagades senare för att ha dödat omkring 20 000 medlemmar av ndebelefolket, som hade understött Nkomo (Gukurahundi). Catholic Commission for Justice and Peace in Zimbabwe uppskattade i sin rapport 1997 att angreppen i provinsen Midlands och i Matabeleland hade inneburit omkring 3 750 döda (minst 3 000), 7 000 misshandlade och åtminstone 680 förstörda hus.
Mugabe utnyttjade koalitionens upplösning för att befästa sin makt och sedan han blivit omvald 1985 förlikade han sig med Nkomo. I enlighet med deras överenskommelse upphörde fiendskapen mellan Zanu och ZAPU och Nkomo återvände till parlamentet som vicepresident. År 1987 avskaffades ämbetet premiärminister och Mugabe blev Zimbabwes president. Han omvaldes till detta ämbete i valen 1990 och 1996.
Mugabes position påverkades av kalla krigets slut i början av 1990-talet. Det stöd i pengar som båda sidor hade lämnat upphörde nu. I Sydafrika upphörde apartheid, Nelson Mandela frigavs och ersatte genom sin popularitet Mugabe som ledargestalt för södra Afrika. Vidare avled Mugabes hustru Sally.

### 1991–2000: Demokratisk och ekonomisk nedgång

#### Ändrad ekonomisk och social politik
Från 1991 ändrade Mugabes regering tydligt riktning med ett “strukturanpassningsprogram”, bland annat under påtryckningar av och med stöd från Internationella valutafonden och Världsbanken. Politiken förlitade sig nu på privat företagande och marknadsmekanismer (“laissez faire”) för att locka investeringar från fler internationella företag. Stora nedskärningar gjordes i regeringens utvecklingsprogram. Världsbanken intog i en rapport från 1995 en självkritisk hållning: “Stora delar av befolkningen, inklusive många småbönder och småföretag, befann sig i en hotad position med begränsade möjligheter att anpassa sig till de nya marknadsvillkoren.” I rapporten pekades bristen på naturliga, tekniska och finansiella resurser, liksom den krympande offentliga verksamheten, ut som orsaker. Antalet sysselsatta sjönk påtagligt, och ekonomin stagnerade. Endast utbildningsväsendet stannade kvar på en för utvecklingsländer hög nivå.
Lukrativa avtal kom i allt större utsträckning att lämnas till politiska anhängare. År 1990 inledde Mugabe en process för att överföra jordbruksmark till den svarta majoriteten i Zimbabwe. Det lilla stöd som lämnades av Thatcherregeringen för genomförandet av jordreformen användes emellertid alltmer till att köpa land till Zimbabwes elit i stället för till jordlösa. Labourregeringen som valdes i Storbritannien 1997 drog därför in stödet till reformen.
År 1997 rasade den zimbabwiska dollarn.

#### Kampanj mot homosexualitet, stöttar krig i Kongo
I samband med kursändringen som inleddes 1991 tog Mugabe initiativ till en kampanj mot homosexualitet, som beskrevs som någonting “onaturligt” och “oafrikanskt”. Homosexuella – enligt Mugabe “sämre än grisar och hundar” – kan sedan dess bestraffas med tio års fängelse. Enligt Mugabe var kampanjen motiverad bland annat av kampen mot aids. Mugabes företrädare på presidentposten, Canaan Banana, dömdes på grund av sin homosexualitet till fängelse och flydde till Sydafrika då han fruktade för sitt liv.
Under andra Kongokriget 1998–2003 understödde Mugabe Demokratiska republiken Kongos regering militärt. Interventionen var mycket kostsam för Zimbabwes ekonomi.

### Från 2000: Ökad repression och ekonomisk kris

#### Fruktan att förlora makten
Sedan en majoritet av befolkningen år 2000 hade röstat mot ett författningsförslag som Mugabe hade lagt fram uppfattade Zanu-PF:s politiker för första gången sedan självständigheten att deras makt på allvar var hotad. Regeringen reagerade genom att angripa och undertrycka ett stort antal organisationer, såsom oppositionspartier och fackföreningar.
År 2003 utbröt en generalstrejk riktad mot regeringen. Den 19 maj 2005 inledde Mugabe-regeringen ”Operation Murambatsvina” som innebar att polis och militär förstörde bostadsområden, först i Harare och sedan i resten av landet. Som skäl för åtgärderna anfördes att de riktade sig mot ”illegala bosättningar”. FN:s särskilda sändebud bedömde att cirka 700 000 människor hade berövats sina bostäder eller sin försörjning och att ytterligare 2,4 miljoner människor hade drabbats indirekt av åtgärderna. Operation Murambatsvina uppfattades av många som en hämnd för att de berörda områdena hade röstat på oppositionen.

#### Ekonomisk kris och jordreform
När Mugabe tog makten 1980 bedrev cirka 4 000 ättlingar till vita bosättare jordbruk på 70 procent av den odlingsbara jorden. De vita farmarna hade kommit i stort antal till Rhodesia under kolonialtiden och satt sig i besittning av stora delar av jordbruksarealen. Under 1960-talet understödde medlemmar av den vita befolkningen Ian Smiths minoritetsregering som framför allt drev en utveckling av landet i de vitas intresse. När Mugabe kom till makten förklarade han att han ville upphäva denna orättvisa genom att ge tillbaka land till den svarta majoritetsbefolkningen. Detta skedde emellertid inte under 1980-talet med hänsyn till Lancaster House-överenskommelsen och under 1990-talet endast mycket långsamt. Enligt Mugabe skulle landet lämnas tillbaka gradvis. Han föredrog därför att ha frivilliga jordöverlåtelser som utgångspunkt. 
Men i slutet av 1990-talet ledde missnöjet med den mycket ojämlika fördelningen av jordbruksmark till oroligheter. Inom Zanu-PF beslöt man sig nu mot bakgrund av sin avtagande popularitet och den ekonomiska nedgången för att genomföra jordreformen. Övertagandet av land skedde ofta utan ersättning och under våldsamma former. De vita bosättarna flydde och dödade dessförinnan sin boskap och förstörde traktorer och bevattningsanläggningar. Konfiskationerna föranledde protester från västvärldens regeringar. Mugabe förbjöds som en följd av detta att resa in i Europeiska unionen.
Det land som hade tagits i anspråk överläts emellertid ofta till personer med goda förbindelser med Mugaberegeringen i stället för som utlovat till jordlösa svarta bönder och de tidigare farmarbetarna. Jordbrukssektorns produktivitet sjönk ytterligare som ett resultat av misshushållning och förstörelse. Vidare spärrades utländska bankkrediter.
Jordreformen hindrade inte den fortsatta ekonomiska nedgången utan bidrog snarare till den. De bortdrivna farmarbetarna drabbades av arbetslöshet och Zimbabwe led brist på livsmedel. Det ekonomiska läget förbättrades inte heller under de följande åren, exemplifierat av att inflationen i slutet av 2001 nådde tresiffriga tal. Från och med början av 2008 till början av 2009 rådde hyperinflation tills landet tvingades att ge upp sin valuta.

#### Ifrågasatta val
I valet 2002 segrade Mugabe med 55 procent av rösterna över sin viktigaste konkurrent Morgan Tsvangirai från Movement for Democratic Change (MDC). Han anklagades emellertid för att ha förmått många av dem som kunde ha röstat mot honom att hålla sig borta från valet. Hans seger grundande sig nästan uteslutande på röster från Mashonaland, ansett som Mugabe-anhängarnas högborg.
Zanu-PF vann även valet 2005 och fick 78 av de 120 valbara platserna i parlamentet. MDC och en oberoende kandidat fick tillsammans 42 av platserna. De återstående 30 sätena fördelades därpå till Zanu-PF som därmed fick en tvåtredjedelsmajoritet i parlamentet (totalt 150 ledamöter). Såväl oppositionen som USA och EU anklagade på nytt Mugabe för massivt valfusk. Bland annat skulle Zanu-PF ha hotat väljare och oberoende utländska valobservatörer hade inte tillåtits.
I mars 2007 misshandlades Morgan Tsvangirai av poliser sedan han gripits i samband med en regimkritisk demonstration.
I presidentvalet 2008 ställde utöver Tsvangirai också den tidigare Mugabetrogne Simba Makoni upp. Enligt det officiella valresultatet segrade Tsvangirai i den första valomgången med 47,9 procent mot 43,2 procent för Mugabe, sålunda utan att få absolut majoritet. Även denna gång förekom emellertid anklagelser om valfusk. Den andra valomgång som krävdes skulle genomföras den 27 juni. Tsvangirais anhängare utsattes nu enligt medierapporteringen för våld, hot, gripanden och andra trakasserier. Tsvangirai gav då upp sin kandidatur inför den andra valomgången med hänvisning till det tilltagande våldet mot MDC:s medlemmar och för att undgå övergrepp från regeringssoldater tog han sin tillflykt till den nederländska ambassaden. Som ende kvarvarande kandidat fick Mugabe i den andra valomgången enligt valkommissionen 2,15 miljoner röster (85,5 procent) och två dagar senare avlade han på nytt ämbetseden. Valfusket bedömdes som omfattande och enligt observatörer från Afrikanska unionen (AU) var valet i Zimbabwe varken fritt eller rättvist.

#### Koalitionsregering
I början av september 2008 kom Mugabe och Tsvangirai överens om att dela makten efter medling av den sydafrikanske presidenten Thabo Mbeki. Tsvangirai tog plats i regeringen med början i februari 2009. Zimbabwes ekonomiska problem fortsatte emellertid under koalitionsregeringen. Våldet avtog dock, och den ekonomiska situationen förbättrades något.

### 2017: Militärkupp och avgång
Militären tog kontrollen över landet i november 2017 och satte president Mugabe i husarrest. Även oppositionsledaren Morgan Tsvangirai återvände till Zimbabwe och krävde Mugabes avgång. Mugabe avsattes 19 november 2017 som ledare för Zanu-PF och ersattes som partiledare av Emmerson Mnangagwa. Efter hot om att ställas inför riksrätt avgick han frivilligt den 21 november. Den 24 november svors Emmerson Mnangagwa in som president. Mnangagwa var landets vicepresident fram till två veckor före Mugabes avgång.

## Kritik
Mugabe har anklagats för att under sitt styre ha använt diktatoriska metoder och har fått massiv kritik för att ha fört ett auktoritär politik under 1990-talet. Presidentvalet 2008 beskrevs som farsartat då Mugabe anklagas för att ha försökt stoppa oppositionen med diktatoriska maktbefogenheter baserade på utomparlamentariska våldsaktioner utövade av både polisen och medborgargarden.
Mugabes politik i stort har fått omfattande kritik från omvärlden för att ha omvandlat Zimbabwe från en relativt välfungerande ekonomi till ett av världens fattigaste länder där under 2010 en tiondel av folket hotades av svält. Tiotusentals bedöms ha fallit offer för statlig terror medan Mugabe och hans närmaste inom ZANU-PF berikat sig genom att lägga under sig egendomar större än vad som reserverades för den vita minoriteten under Ian Smith.
De jordreformer som genomförts under Mugabes ledarskap har kritiserats för att ha gynnat en maktelit. Ian Scoones, som leder institutionen för utvecklingsstudier vid universitetet i Sussex, ger en annan bild av jordreformen än den i medierna gängse, bland annat att nya jordbruksföretag växte upp runt de nya bönderna.

## Priser
- 1989: Jawaharlal Nehrus Pris